# Busbridge
Busbridge est un village et une paroisse civile du Surrey, en Angleterre.

## Géographie
Busbridge se situe dans le Surrey, un comté du Sud-Est de l'Angleterre. Il se trouve dans le sud de ce comté, juste au sud-est de la ville de Godalming, au pied de l'escarpement du Greensand Ridge. Il est traversé par la route B2130 qui relie Godalming à Cranleigh.
Au Moyen Âge, Busbridge appartient au hundred de Godalming (en). Après l'abandon du système des hundreds, le village est rattaché au district rural de Hambledon de 1894 à 1974. Depuis 1974, il relève du district non métropolitain de Waverley.
Busbridge constitue longtemps une dépendance de Godalming. Il devient une paroisse ecclésiastique autonome en 1865, puis une paroisse civile en 1933. Cette dernière comprend les hameaux de Winkworth (au sud), Munstead (à l'est) et Tuesley (à l'ouest).  Au recensement de 2011, elle comptait 779 habitants.

## Histoire
L'histoire du hameau de Tuesley, à l'ouest de Busbridge, remonte jusqu'à la période anglo-saxonne de l'histoire de l'Angleterre. Le nom Tuesley est couramment interprété par les historiens comme désignant un lieu de culte païen, la clairière ou le bois (lēah) du dieu Tīw. D'après une autre interprétation de ce toponyme, le premier élément ne renverrait pas à une divinité, mais à un simple humain nommé *Tiwhere. Tuesley est mentionné sous la forme Tiwesle dans le Domesday Book, compilé en 1086, comme la propriété du roi Guillaume le Conquérant, confiée en fief à Rainulf Flambard. Il compte alors 8 feux et sa valeur annuelle est estimée à 2 livres contre 3 avant la conquête normande de l'Angleterre.
À la fin du Moyen Âge, le domaine de Busbridge est la propriété de la famille de Busbridge ou Bushbridge, dont la présence est attestée dans la région en 1384. Au début du XVIe siècle, James de Bushbridge vend ce domaine à un certain John Eliot de Godalming. Son fils William (mort en 1650) y fait construire un manoir. La propriété reste dans la famille Eliot jusqu'en 1710, après quoi elle passe entre les mains de plusieurs propriétaires.
Le juriste et antiquaire Philip Carteret Webb rachète le manoir de Busbridge en 1748. Il est régulièrement élu député du bourg pourri de Haslemere (en) dans les décennies qui suivent. C'est à Busbridge qu'il meurt, le 22 juin 1770. Le poète Chauncy Hare Townshend (en) naît à Busbridge en 1798, deux ans après que son père a racheté le manoir.

## Culture locale et patrimoine
L'église paroissiale de Budbridge (en) est dédiée à Jean le Baptiste. Elle est conçue par l'architecte George Gilbert Scott dans le style néogothique et construite entre 1865 et 1867. C'est un monument classé de grade II* depuis 1970.
Munstead Wood, à l'est du village, est la résidence de la paysagiste Gertrude Jekyll de 1897 à sa mort, en 1932. Elle en conçoit elle-même les jardins et confie à l'architecte Edwin Lutyens le soin de concevoir la maison dans le style Arts and Crafts. Le domaine constitue un monument classé de grade I depuis 1960 et il est inscrit au National Register of Historic Parks and Gardens (en) depuis 1984.
Edwin Lutyens est également le concepteur du monument aux morts de Busbridge (en). Cette grande croix en pierre de Portland, placée dans le cimetière de l'église du village, est inaugurée le 23 juillet 1922 et constitue un monument classé de grade II* depuis 1991.
Le hameau de Winkworth abrite l'arboretum de Winkworth (en), un parc de 38 hectares fondé en 1937 par le dermatologue Wilfrid Fox et offert au National Trust dans les années 1950.

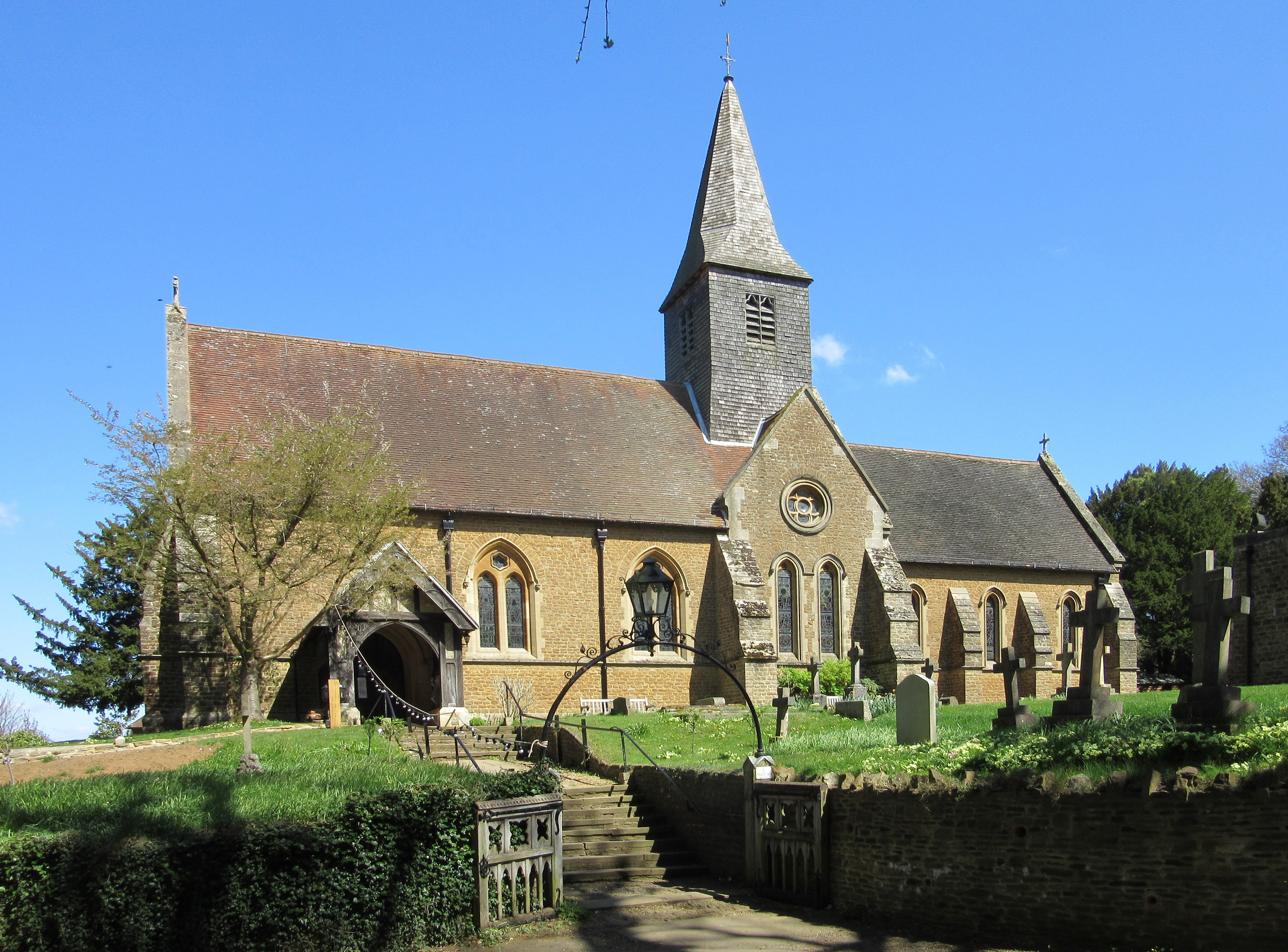
L'église Saint-Jean-le-Baptiste (en).
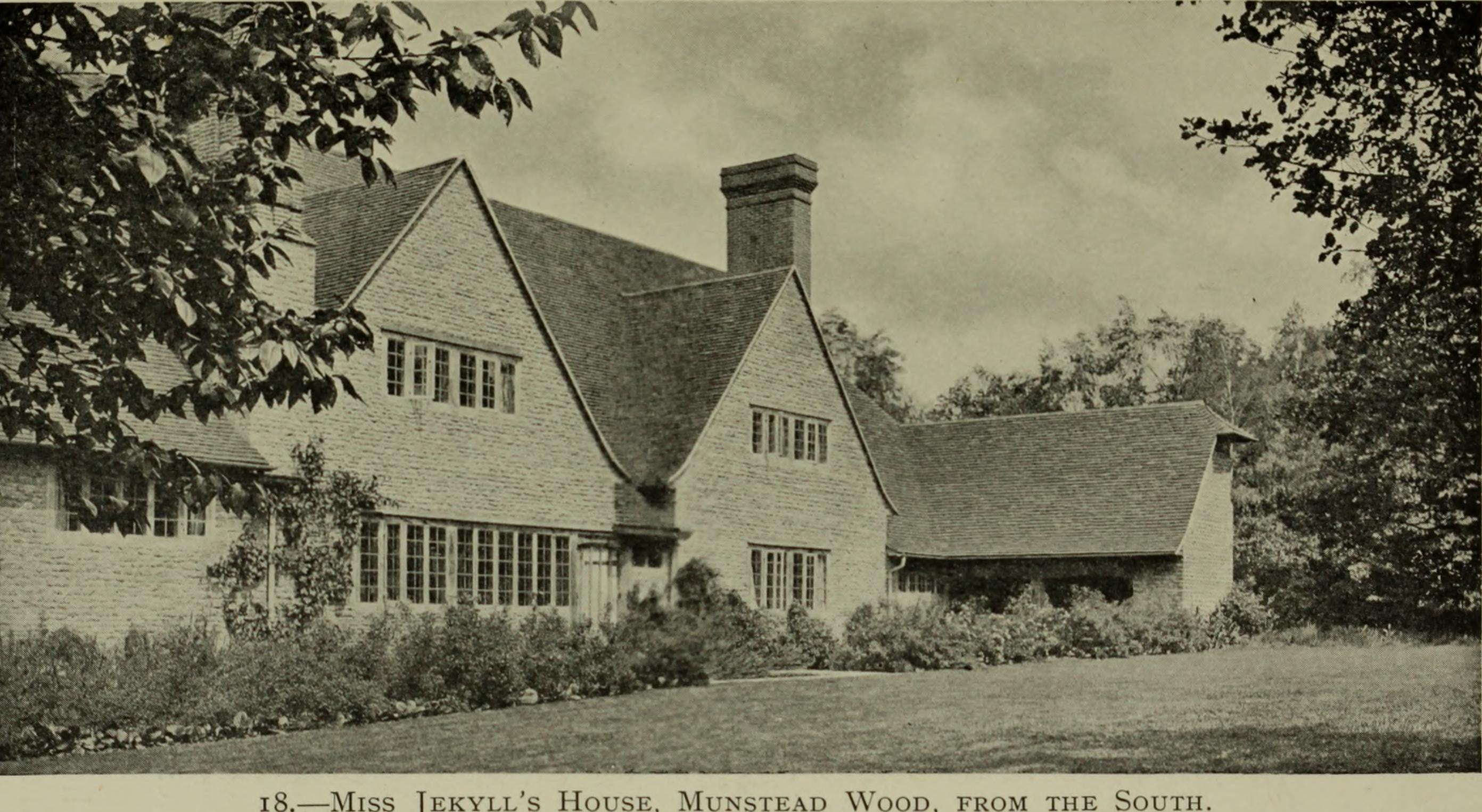
Munstead Wood en 1913.
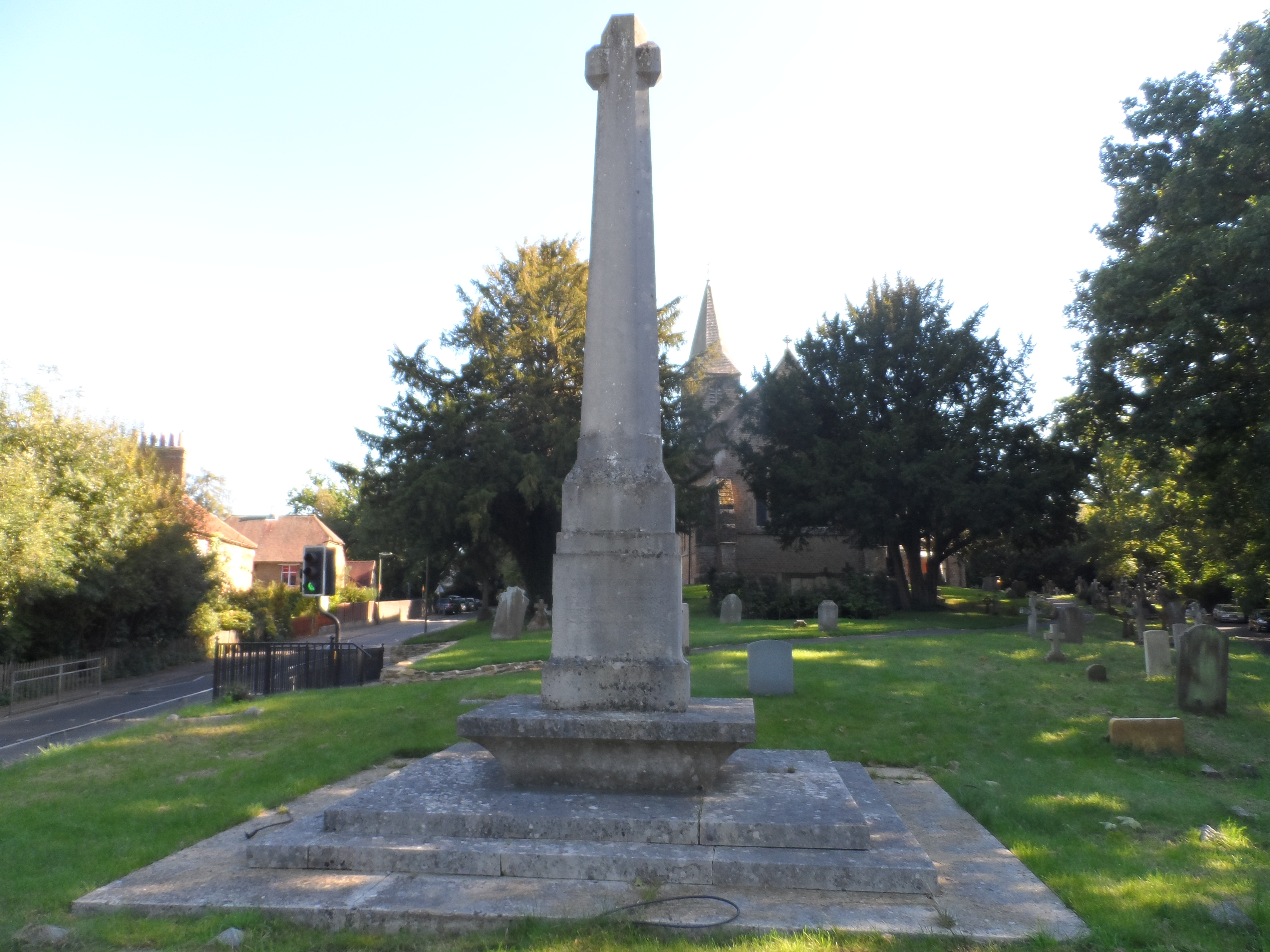
Le monument aux morts (en).
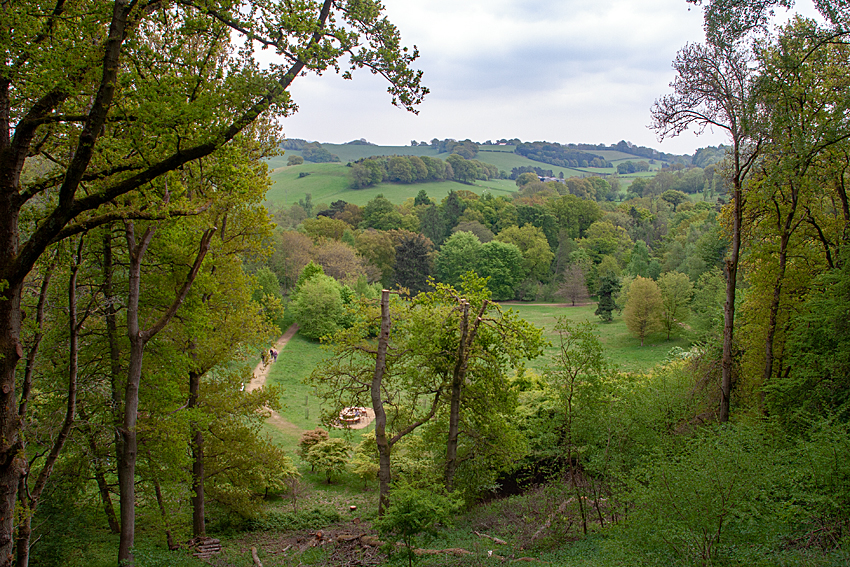
L'arboretum de Winkworth (en).